# Istmo di Chignecto
L'istmo di Chignecto è un istmo situato tra la province canadesi del Nuovo Brunswick e della Nuova Scozia che unisce la penisola della Nuova Scozia alla massa continentale nordamericana.
L'istmo separa la baia di Chignecto, sotto-bacino della baia di Fundy, dalla baia Verte, parte dello stretto di Northumberland, a sua volta braccio di mare del golfo di San Lorenzo. Nel suo punto più stretto l'istmo presenta una larghezza di 24 chilometri.